# Michiel Debackere
Michiel Debackere,  (Boezinge, 24 mei 1930 - Gent, 12 april 2013)  professor emeritus aan de Universiteit Gent  was een Vlaams dopingbestrijder. Hij was ook een specialist in diergeneeskundige farmacologie. Er werd vele malen op hem beroep gedaan in onderzoeken naar doping bij sportlui en hormonenzwendel.
Naast zijn academische carrière was Debackere ook actief in de Vlaamse Beweging, met name in het Algemeen Nederlands Zangverbond en het IJzerbedevaartcomité. Hij verdween uit deze vereniging na onenigheid over de koers die gevaren werd. Later steunde hij de IJzerwake, die zich opwierp als de rechtmatige voortzetting van de traditionele IJzerbedevaarten. Hij was tevens erelid van de Nationalistische Studentenvereniging.